# Bendis gentilis
Bendis gentilis är en fjärilsart som beskrevs av William Schaus 1894. Bendis gentilis ingår i släktet Bendis och familjen nattflyn. Inga underarter finns listade i Catalogue of Life.